# Volkswagens historia under 1940-talet
Volkswagens historia

1930-talet | 1940-talet | 1950-talet | 1960-talet | 1970-talet | 1980-talet | 1990-talet | 2000-talet | 2010-talet
Volkswagens historia under 1940-talet.

## 1940-1945

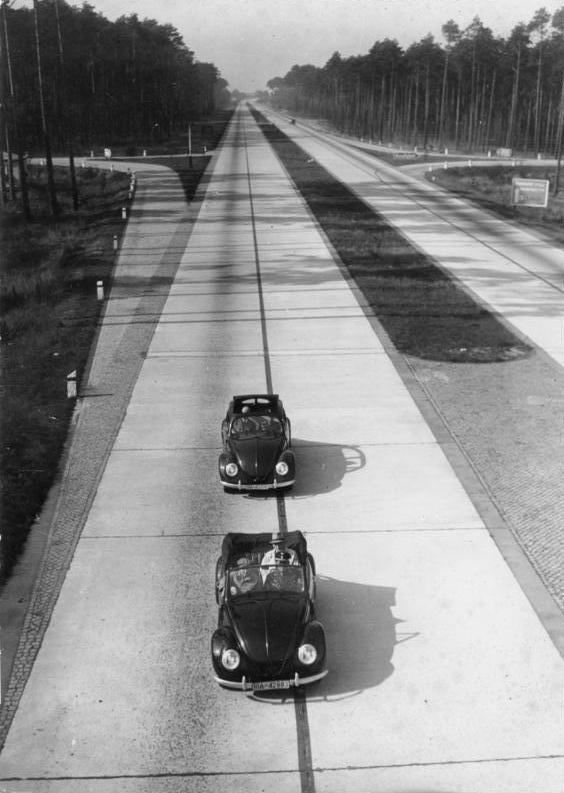
1943. Två KdF-Wagen på motorväg (Reichsautobahn) under 10-årsjubileet av nazisternas motorvägsprojekts start.

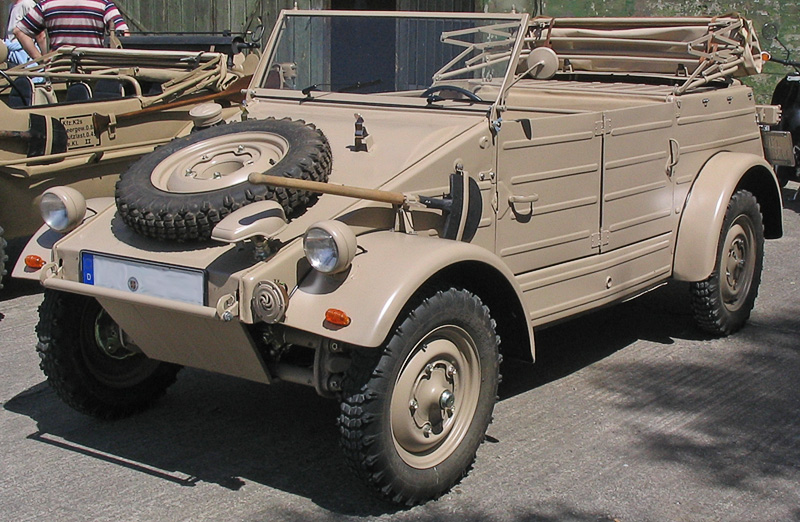
VW Kübelwagen Typ 82.

1942 startade tillverkningen av Typ 82, Schwimmwagen. Under krigsperioden tillverkades bl.a. stridsvagnsminor och löphjul till pansarfordon, (stridsvagnar) i stora mängder. Andra produkter som tillverkades var bl.a. fälltankar till flygplan, torpeder och fältkaminer samt skrovet till den kända "Flugbombe Fi103", "Vergeltungswaffe" - i resten av världen mera känd som V-1 - till ett antal av 13 000-14 000. Även VW:s stationära motorer (senare kallade industrimotorer) producerades. De användes för att driva elverk, brandsprutor och pumpar etc. Fabriken hade stora inkomster från Organisation Todt för reparationer av flygplan mm. Andra stora inkomster kom från Focke-Wulf och Junkerswerke för tillverkning av delar. Under år 1943 tillverkades ca 25 500 fordon av olika slag, vilket aldrig kom att överträffas under kriget.

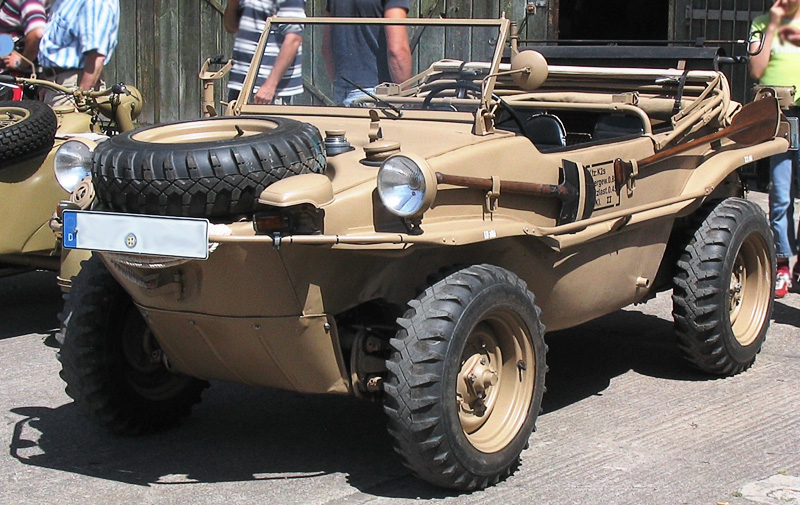
Volkswagen Typ 166 Schwimmwagen.

### Fabriken bombas
1943 bombades fabriken för första gången. För att förhindra skador på stora maskiner, såsom pressar till karosseridelar, murades dessa in. Genom de allierades bombningar i dagsljus 1944 förstördes två tredjedelar av fabriken och på hösten 1944 flyttades många av de maskiner och installationer, som skulle användas till "Bubble"-produktionen. Senast i maj 2006 visades på guidade turer i fabriken skador efter bombningarna, bl.a. hål i stålbalkar med tydliga bombsplitterskador. I slutet av kriget blev delar av maskinparken förflyttade till järngruvor i Longwy, en ort vid gränsen mellan Belgien och Luxemburg. För att skapa större utrymme i gruvgångarna satte man in 3 500 fångar från koncentrationslägret Natzweiler-Struthof, (mera känt som Struthof) för att utföra arbetet.
Det hade blivit brist på bensin och därför utvecklades typer av bilar som drevs med gengas.Volkswagen 82 E var en sådan bil. Under kriget utvecklade Porsche civila biltyper i sitt privata företag, vilket egentligen var mot Adolf Hitlers vilja. Rustningsministern Albert Speer uttalade att det var ett "sabotage mot krigföringen", och han arbetade för att få fram ett förbud.

### Tvångsarbete
Från och med 1942 användes tvångsarbetare från olika nationer i den tyska krigsproduktionen. Volkswagenwerk var bland de första bolagen att använda sig av sovjetiska krigsfångar i produktionen med start i oktober 1941. Från 1942 togs civilister från de ockuperade områden i Östeuropa till Wolfsburg som tvångsarbetare, de kom att kallas östarbetare (Ostarbeiter). När de amerikanska styrkorna kom till Wolfsburg den 10 april 1945, bodde 17 109 personer i staden, och i fabriken arbetade 9 121 personer och av dem var 7 781 krigsfångar och andra särskilt kommenderade. 1940-1945 var 20 000 människor tvångsarbetare hos Volkswagen och under 1942 anlades KZ Arbeitsdorf men som stängde samma år. Det rörde sig om flera etniska grupper från de av tyskarna ockuperade länderna. Uppgiften om antalet kommer från centralköket vid fabriken, enligt de uppgifter som hänför sig till år 1939. 

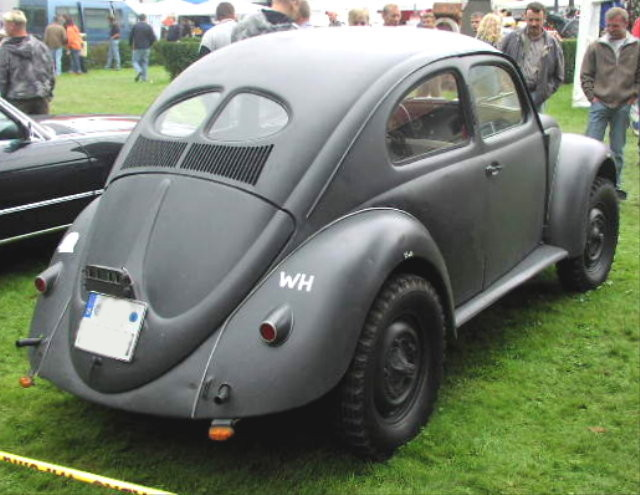
Kommandeurwagen (typ 87)

### Fabriken under de allierade
Redan före den tyska kapitulationen, den 8-9 maj 1945 var fabriken i amerikanarnas händer. Amerikanarna beslutade att fabriken skulle användas till reparationsuppdrag för militära fordon. Det fanns också en del reservdelar så man kunde sätta ihop ett antal Kübelwagen. Fram till juni 1945 tillverkades 145 bilar. Stadsfullmäktige beslutade den 25 maj att staden vid fabriken skulle heta Wolfsburg.
Företagets tillgångar överfördes/rekvirerades till ockupationsstyrkorna. 5 juni 1945 tog den brittiska militärregeringen över ansvaret för Volkswagenwerk och i augusti 1945 övertog den brittiska majoren Ivan Hirst ledningen för fabriken. Volkswagen-fabriken fick namnet "Wolfsburg Motor Works", men det namnet blev inte långlivat. Under 1945 tillverkas 1 785 bilar, de flesta för hand och av befintliga reservdelar. 22 augusti beställer den brittiska militärregeringen 20 000 bilar. 27 december 1945 startar serietillverkningen.
Den framtida tillverkningen såg inte speciellt ljus ut vid tidpunkten för övertagandet. Fabriken låg till stora delar i spillror, maskiner saknades, men de stora pressarna var intakta. Dessa hade murats in i slutskedet av kriget och andra maskiner var gömda i gruvor och liknande. Det största problemet var Schwimmwagenkarosserna, för Typ 166, som hade tillverkats av en firma vid namn Ambi-Budd, i augusti 1944 bombades fabriken, med total förstörelse som följd och all produktion upphörde. Denna firma låg i Berlin och hade nu hamnat i östzonen. Ett annat problem var att gjutformarna till hjulspindlarna till den vanliga Bubblan hade blivit förstörda. Därför kunde bara den förhöjda bilen tillverkas. Man tillverkade nya verktyg och när de var klara, kunde man börja producera bilar julafton 1945. Den 31 januari 1946 rullade den sista bilen av det höga utförandet ut ur fabriken.

### Ferdinand Porsche
De allierade var samtidigt intresserade av mannen bakom Volkswagen Ferdinand Porsche. I juli 1945 var Ferdinad Porsche i Gmünd, Österrike, dit han dragit sig tillbaka med sin familj, då han blev arresterad av amerikanarna. I spetsen var Mr. Frenssen - högt upp i dynastin i General Motors - vid den tidpunkten major i USA:s armé. Avsikten var att ”säkerställa” Porsches konstruktionsritningar. Den 70-årige Porsche blev internerad i tre månader i Hessen innan han släpptes av amerikanerna. 

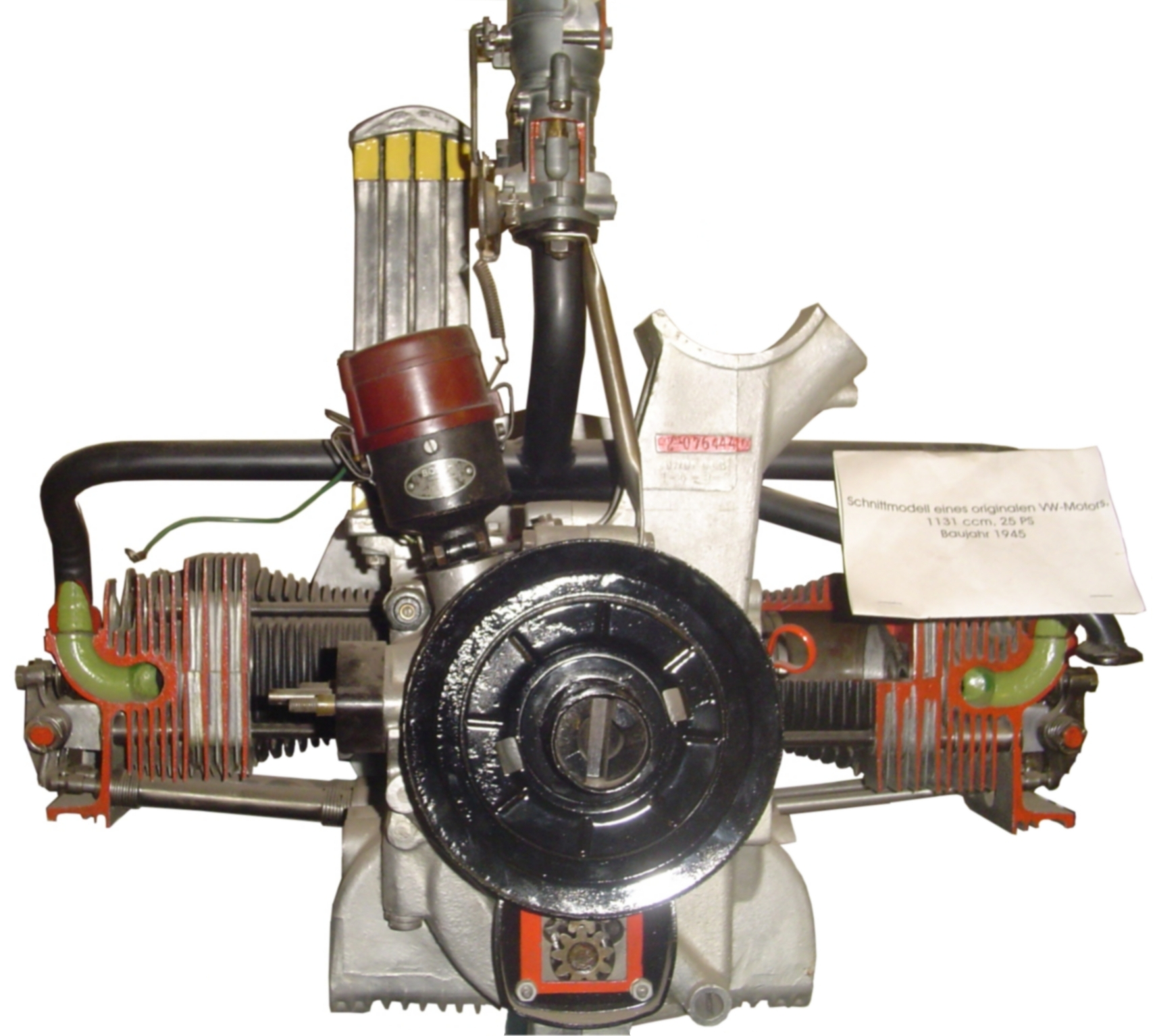
Tvärsnitt av VW-motor från 1945.

I november 1945 fick Porsche nytt besök, denna gång av fransmännen. Han fick en inbjudan att komma till det franska högkvarteret i Baden-Baden, för att diskutera ett intressant utvecklingsuppdrag. Trots varningar från tävlingsföraren Hans Stuck, accepterade Porsche den inbjudan han fått. Som sällskap hade han med sig sin son Ferry, sin svärson Dr. Piëch och sin kusin Herbert Kaes. När de kom till Baden-Baden visade sig fransmännen ytterst gästfria och erbjöd sällskapet att disponera en stor förnäm villa. 
Man arbetade fram ett kontrakt, som dock måste undertecknas av den franska regeringen i Paris. Efter ett antal dagar uppstod en ny oväntad situation. Den 15 december blev Ferdinand Porsche och hans sällskap arresterade av den franska hemliga polisen och transporterade till fängelset i Baden-Baden. Fängelsevistelsen var för den åldrade och icke helt friske Ferdinand Porsche ytterst besvärlig. Kosthållet var mycket torftigt och de medicinska förhållandena var urusla. Porsches medicinska tillstånd förvärrades och han måste läggas in på Baden-Badens stadssjukhus för behandling. I mars 1946 blev Ferry Porsche och Herbert Kaes släppta ur fängelset och under uppsikt transporterade till Hotel Sommerberg i Bad Rippoldsau.
Den 3 maj 1946 slutade fängelsevistelsen i Baden-Baden för Ferdinand Porsche, varefter han och hans svärson transporterades till Paris. Där försökte den franska bilindustrin tillägna sig Porsches kunskaper, eftersom de franska fabrikanterna också ville ha en ”folkbil”.
Först efter 21 månader i häkte blev Ferdinand Porsche frisläppt mot en hög borgen.
Än i dag spekuleras det i hur stor Porsches medverkan var till den franska ”Volkswagens” -  Renault 4CV:s - konstruktion och utveckling.
Bara några få år senare dog Ferdinand Porsche, den 30 januari 1951 i Stuttgart.

## 1946
Man var fortfarande sysselsatt med reparationsarbeten, men snart kom de första riktiga "civila" bilarna. De utgjorde en del av det stora krigsskadeståndet till de allierade. Bilarna kallades CCG-bilar, vilket betydde "Control Commission for Germany".
Efter kriget fanns ett stort behov av bilar, så Bubblan blev lanserad vid en riktig tidpunkt.
Många var skeptiska till bilen på grund av dess form och utseende, men blev så småningom överbevisade av bilens många kvaliteter. Den 14 oktober 1946 rullade bil nummer 10 000 av sammansättningsbandet. Det som var lite speciellt var att efter kriget producerades ungefär lika många bilar på två veckor, som de föregående sju åren tillsammans.
Fabriken fick beställningar från de tyska myndigheterna, postverket, tyska Röda Korset och andra institutioner, men det var inte tillåtet att sälja till privatpersoner.
Ett viktigt datum i VW-historien är den 14 oktober 1946. Dels därför att bil nummer 10 000 då rullade av bandet, dels därför att från och med den dagen inga produktionsinskränkningar längre fanns. Bilen kunde därmed säljas fritt till dem som hade tillstånd.
Det första civila företaget som fick köpa en bil var Karmann i Osnabrück, som byggde om den till en cabriolet. För att få in kontanter, beslöt man att börja exportera bilar. Den första bilen gick till det Svenska Röda Korset den 19 december 1946.
På fabriken hade man kommit på, att i utlandet så var de flesta bilarna försedda med diverse kromdetaljer och blank lackering, i motsatt till de bilar som fabriken producerade. Därför beslutade man att starta tillverkning av en exportmodell. Den första bilen med kromdetaljer och högglanslack lämnade fabriken den 2 oktober 1946. 
Den första Volkswagen transportern, (Plattenwagen) från år 1947 användes till interna transporter inom fabriken. Vagnen hade konstruerats av ett par Volkswagenarbetare för att göra deras arbete lite lättare. Bilen var byggd av vanliga Bubbla-delar som man "hittat".

## 1947

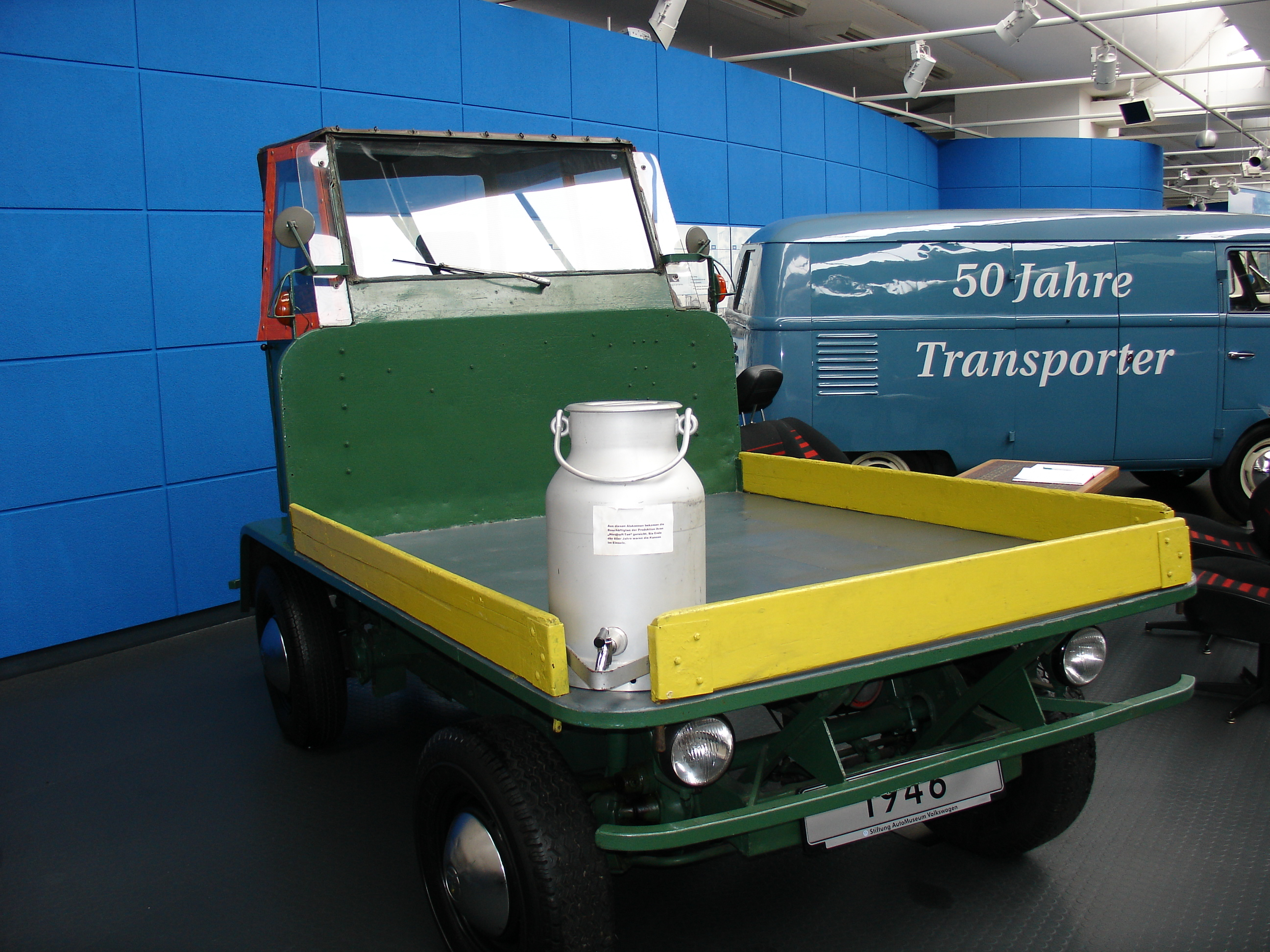
VW Plattenwagen 1947, Foto Hasse A

Fabriken beslutade att delta i Hannovermässan, för att på det sättet göra bilen känd också i utlandet. De första som skrev kontrakt med Volkswagenverk, var ett företag i Nederländerna, bröderna Ben och Wijnand Pon, som beställde 56 bilar. Den 8 augusti skrevs kontrakt och von Pon Automobielhandel N.V. i Amersfoort blev generalagent i Nederländerna. Deras kontrakt var giltigt till den 31 juli 1949, men det förlängdes automatiskt.
Det hände sig att Ben Pon hade sett en "Plattenwagen" i fabriken och han skissade ner i sin notisbok en prototyp av en bil världen aldrig tidigare sett.
En "låda" med motor bak. Den skissen blev startskottet för Volkswagen Transporter. Ben Pon var hårdnackad och lyckades övertala Heinrich Nordhoff att det fanns ett enormt behov av en bil av den typen. Europa låg i spillror, och återuppbyggnaden skulle behöva många olika små hantverkare och företag för att lyckas med den enorma uppgiften. Dessa var i stort behov av en billig och oöm bil med stor lastförmåga. Nordhoff satte konstruktionsavdelningen i arbete. Där var man skeptisk, men i november 1949 skedde premiären. Bakom stängda dörrar visades en bullig prototyp fram. I Tyskland kallades/kallas Volkswagen Transporter för "Bulli" som är en förkortning för bus/lieferwagen, buss/distributionsbil.   

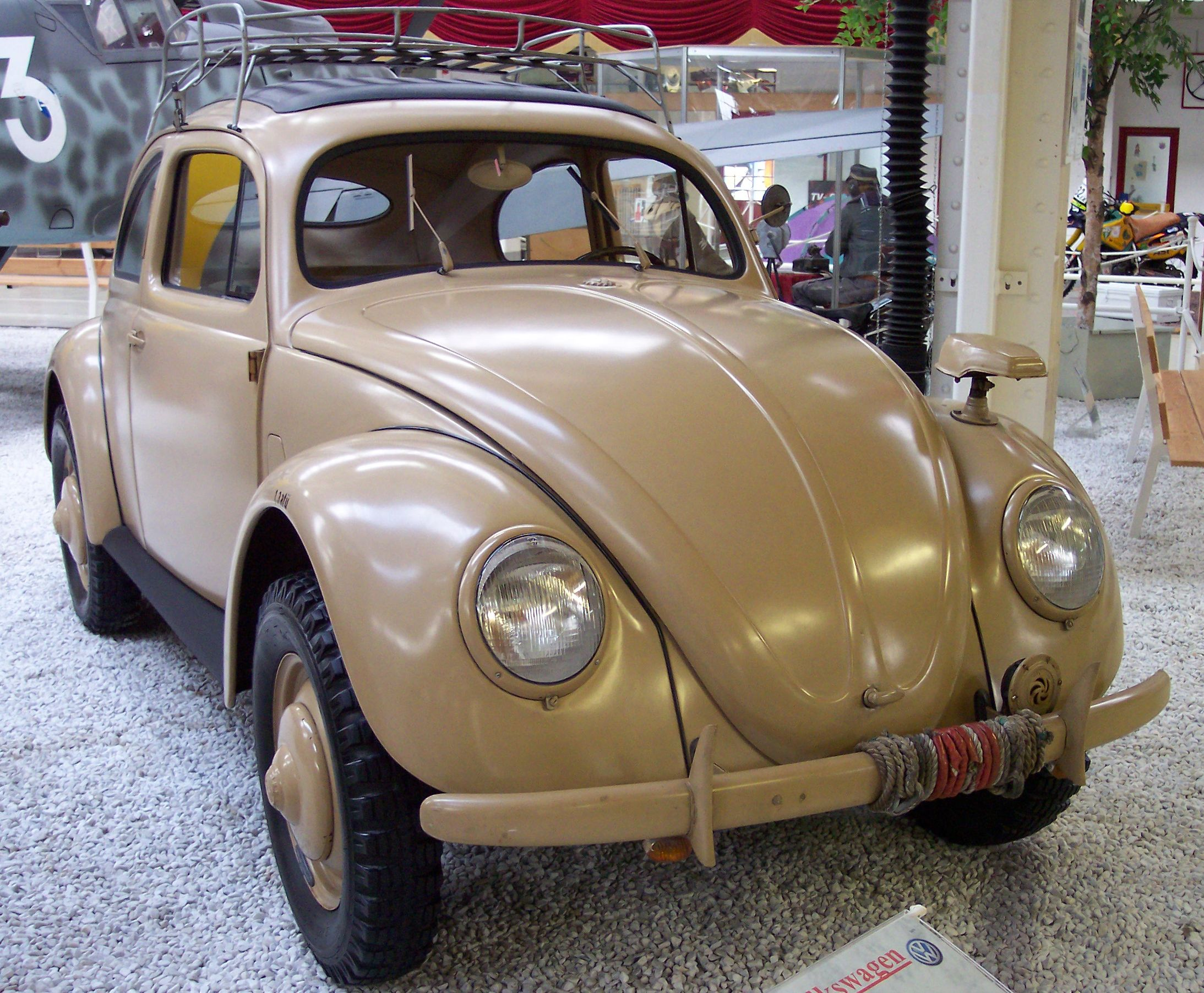
Volkswagen Kommendörsbil Typ 83.

Bröderna Pon fick snart flera efterföljare. På 40-årsdagen av kontraktskrivningen kom 180  representanter från det holländska återförsäljarnätet i en lång karavan. Med i karavanen var en av de sex första bilarna, som importerades till Nederländerna.
Under året började fabriken med ett nytt reservdelssystem, utbytesdelar. Anledningen till detta var att man behövde spara på de knappa materialtillgångar, som rådde vid tidpunkten. Utbytessystemet är fortfarande i full användning år 2006. Det finns år 2006 runt 8 000 olika delar, som ligger i systemet. Filosofin är "Alt gegen neu", "gammalt mot nytt". Filosofin bakom ett utbytessystem är att det blir billigare för alla, såväl för kunden som för företaget. När det gäller utbytesmotorer är genomsnittet 60% renoverade delar och 40% nya delar. Fabriksgarantin på utbytesdelar är den samma som för nya delar och aggregat.
I systemet erbjudes olika slags motorer, motordelar, turboaggregat, växellådor, elektriska komponenter, bromsdelar och en mängd andra delar. 
Vid årets slut var 8 382 personer anställda i verksamheten, och vid den tidpunkten hade 8 987 fordon tillverkats.
Mot slutet av 1947 letade britterna efter en tysk tekniker som visste något om biltillverkning och som kunde överta ledarskapet för fabriken. Efter många samtal och en del letande så fann man rätt man.

## 1948

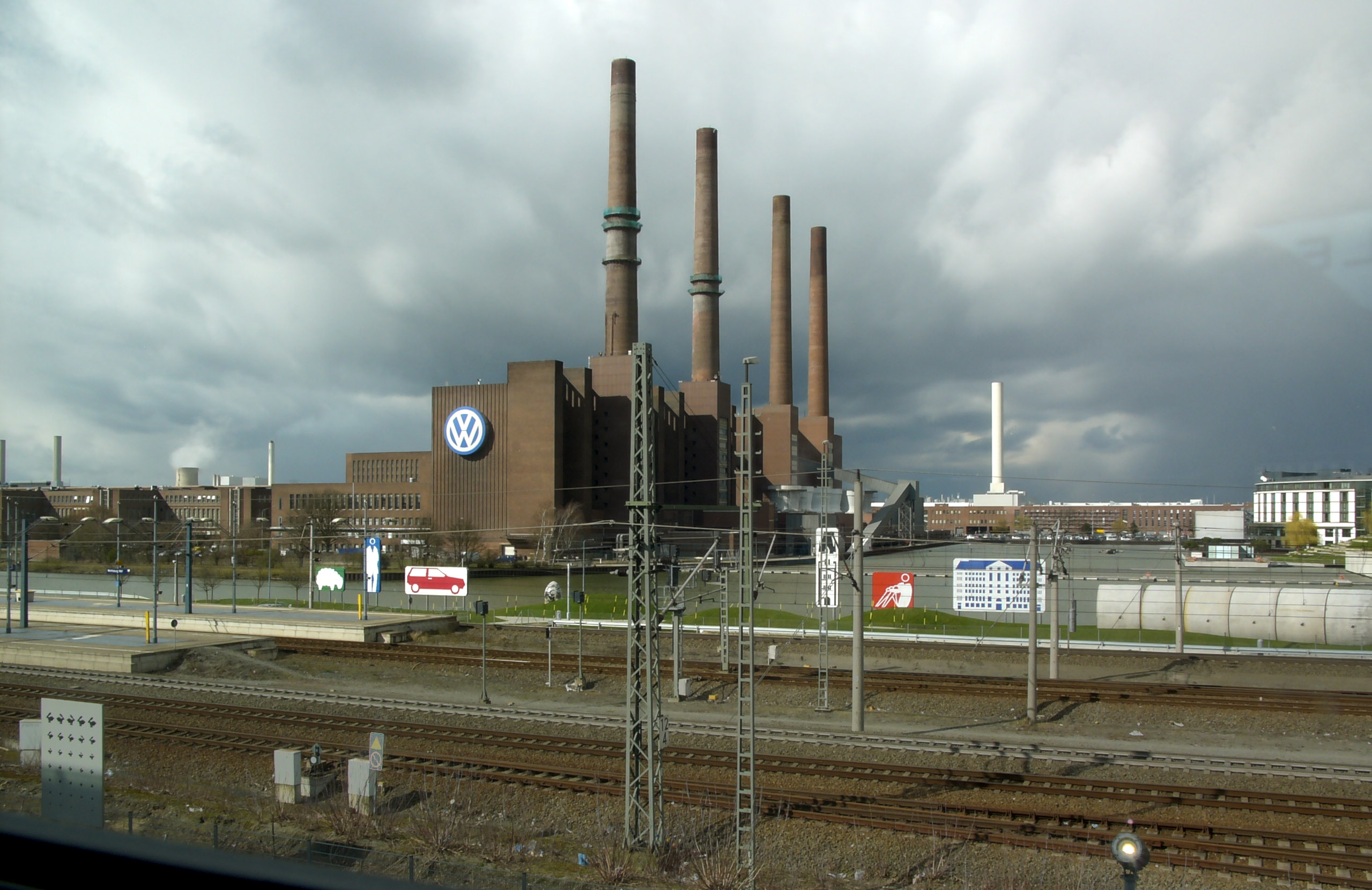
Volkswagenwerk. Foto från 2008.

Efter anställningen av den tidigare chefen för Opels lastbilsdivision, Heinrich Nordhoff den 2 januari 1948, (i dagligt tal kallad Heinz), fann han att situationen var följande: Fortfarande stod företaget utan ett fast fundament. Volkswagenwerk stod fortfarande under förvaltning av de allierade styrkorna, och dessa kunde när som helst montera ner fabriken. För att ur det nuvarande företaget skapa ett affärsmässigt arbetande företag, började han att strama upp och organisera produktionsprocessen. Försöksavdelningen satte han i arbete för att öka komforten i bilarna. 
Dessa åtgärder hade enormt positiv inverkan på hela produktionsvolymen. Det visade sig att han och hans medarbetarstab åstadkom förvånansvärda produktionsresultat och nu började försäljningen att skjuta fart. Redan från början startade man en sälj- och serviceorganisationen, som konkurrenterna kom att ha, och ännu har, som förebild[källa behövs], såväl inom som utom landet, vilket ledde till att Volkswagen blev Europas största bilproducent.
Den 29 juli flyttade företaget från sin officiella adress i Berlin till Wolfsburg. 

### Volkswagen i Sverige
Kontrakt skrevs med Scania-Vabis den 8 juli och exporten till Sverige startade detta år. Morgonen den 14 juli 1948 kom med en av färjorna till Helsingborg en liten karavan på fyra bilar. På kajen stod fyra män från Scania-Vabis och väntade. De fyra bilarna var likadana, sånär som på lackeringen. En var svart, en grå, en röd och en blå. Scania-Vabis hade egentligen beställt tre bilar men det kom fyra. Anledningen var att i och med kontraktskrivningen så skulle man skicka ett antal Volkswagen för demonstration och utbildningsändamål. Därför kom det fyra bilar. Många hade hört talas om den lilla bilen, men få hade sett den. Scania hade redan före kriget visat sitt intresse för bilen och i slutet av 1945 besöktes Wolfsburg av en representant från Sverige. Men förhållandena i Tyskland var så kaotiska och allt så osäkert med produktionen att man beslöt att vänta. 
1948 tillverkades 19 220 bilar. Av dem såldes 11 438 bilar på hemmamarknaden, 3 282 gick till ockupationsmakterna och resterande 4 500 gick till export. Efter de fyra första bilarna dröjde det ända till den 13 december innan nästa leverans till Sverige kom, då en bil levererades. Den 22 december kom en ny sändning, denna gång 51 bilar. Det var lättare för Volkswagenwerk att tillverka bilar, än det var för Scania-Vabis att importera dem. Det var kristid och importrestriktioner styrde vardagslivet i Sverige. Inte en enda bil levererades till kunder under 1948.
Man utvecklade en tvåsitsig cabriolet med namnet Hebmüller-Cabrio, som tillverkades i ett antal av 696  mellan 1948 och 1953. Tyvärr inträffade en storbrand 1950 och hela fabrikationsanläggningen för Hebmüller-fabriken blev ödelagd och de flesta verktygen blev flammornas rov. Produktionen blev åter hjälpligt igångsatt, men fabriken återhämtade sig aldrig och den blev nedlagd år 1952. När produktionen avbröts i Wülfrath, blev de resterande tolv påbörjade bilarna färdigbyggda hos Karmannfabriken. 
Porsche och hans svärson hade varit förutseende. Redan 1943 hade man ordnat med ett kontrakt, där alla tillgångar i Kärnten, Salzburg och Wien tillhörde Porsches företag, "Porsche Konstruktion GmbH". Ferdinand Porsche var från Österrike. Det var på det viset att Porsche hade ett "hemmakontor" i Gmünd i Österrike. Ännu mera förutseende var att kontraktet gav Porsche "ensamförsäljningen" i sitt hemland plus en provision (Lizenzgebühr) på 1 % av bruttoförsäljningspriset på alla bilar från Volkswagenwerk AG.
Den 25 maj lämnade bil nummer 25 000 monteringsbandet.
Vid den tidpunkten var 8 361 personer anställda vid Volkswagenwerk. Den genomsnittliga timlönen var 1,11 DM, vilket innebar att för att en arbetare skulle kunna köpa ett kilo smör, måste han arbeta 4 timmar. I USA var då den motsvarande tiden 1 timme 8 minuter.
Den 7 oktober startade en organisation för att med lagliga medel få fabriken att leverera bilar till alla dem som sparat till en bil. (1945 hade 336 000 personer sparat 270-280 miljoner riksmark)

## 1949

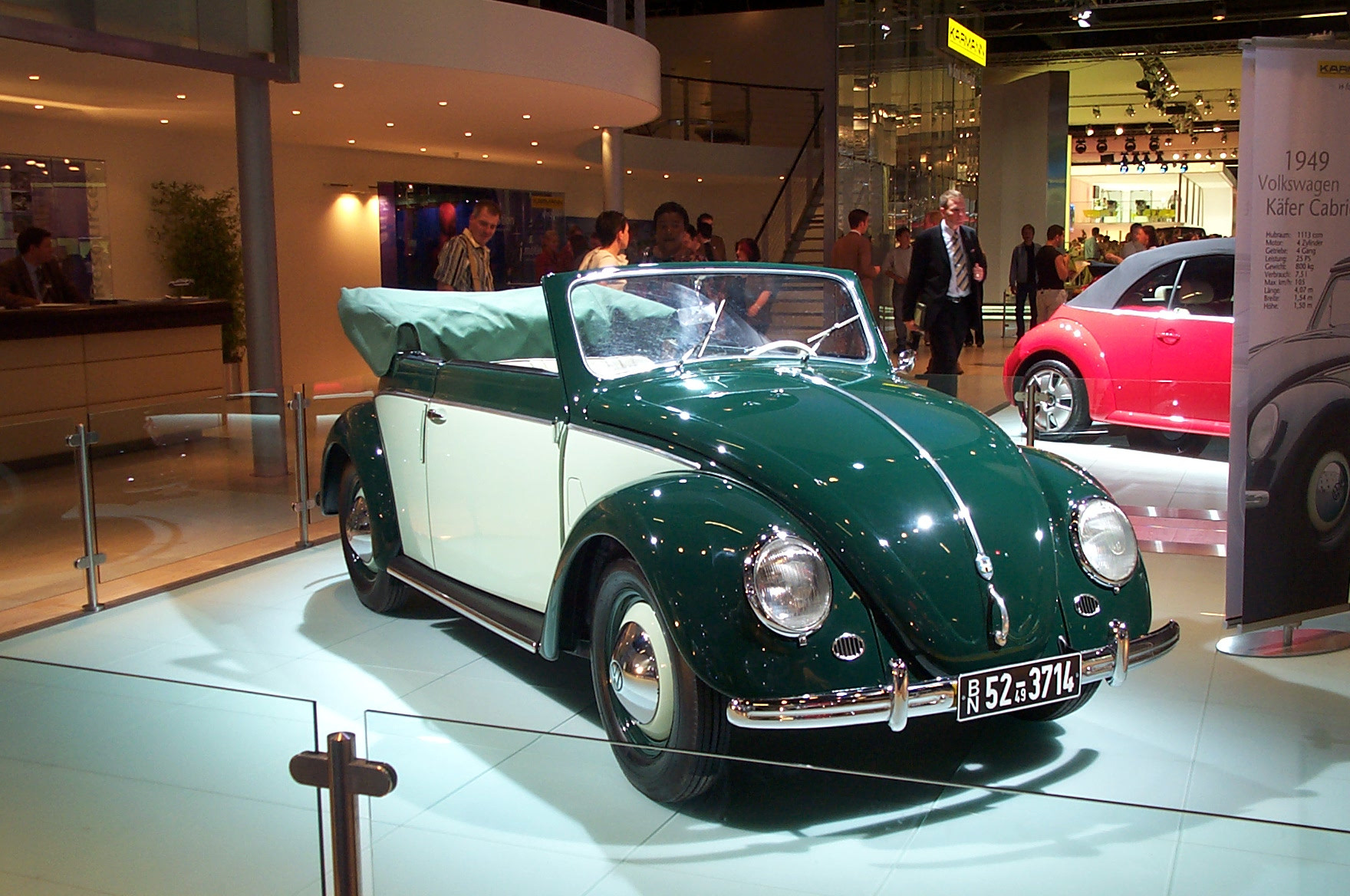
Grön VW Cabrio, byggd 1949.

Den förste svensk, som fick en VW levererad, var O Holmgren den 5 januari 1949.
Den 16 september 1949 överlämnade de allierade styrkorna kontrollen av Volkswagenfabriken till Förbundsrepubliken Tyskland och delstaten Niedersachsen.
Exportmodellen presenterades 1 juli och den var mer påkostad än standardmodellen. Samtidigt presenterades en cabriolet med fyra sittplatser. Denna skulle produceras av en firma vid namn Karmann i Osnabrück. Det visade sig senare att den bilen skulle bli en av de mest sålda cabrioleterna genom tiderna: den tillverkades i 330 281 exemplar. Den sista cabrioleten VW Cabrio körde av bandet 10 januari 1980. 
Den nederländska generalagenten Pon exporterade den första ”bubblan” till USA, (det var egentligen två) och detta var starten för den stora framgången på den amerikanska kontinenten. I Sverige registrerades år 1949, 349 "Bubblor", eller Folkvagnar som de också kallades.
Den 13 maj lämnade ”bubbla” nummer 50 000 monteringsbandet. Under år 1949 tillverkades 46 594 bubblor.
Bilen hade blivit lite gladare med nya färger, krom och inredningslyx på exportversionen. Tidigare fanns det mörkblått och pärlgrått, nu kom pastellgrönt, mellanbrunt, vinrött och svart.
|  |  |  |

- - Modellbeteckningar 2.6.1949-30.4.1950.
- Typ 1   Volkswagen Bubbla med normal bottenplatta.
- Typ 10  Volkswagen bottenplatta, till specialbyggen, bl.a. Rometch
- Typ 11  Volkswagen Limousine, endast för Tyskland.
- Typ 11a Volkswagen Limousine, Lyxutförande.
- Typ 11b Bättre Typ 11, endast för export.
- Typ 14  Cabriolet 2-sitsig, Hebmüller.
- Typ 15  Cabriolet 2-sitsig, Karmann.
- Typ 17  Bubbla, sjukbil/ambulans.
- Typ 18  Bubbla, 4-sitsig polisbil helt öppen kaross, Hebmüller.

- Typ 2
- Typ 29  Projekt VW Transporter.